# يعسوبيات قديمة
اليعسوبيات القديمة هي رتبة منقرضة من الحشرات قديمات الأجنحة المنتمية إلى الحقبة الأولية، يتم إدراجها في بعض الأحيان في رتبة الرعاشات.